# Vincent Verschueren

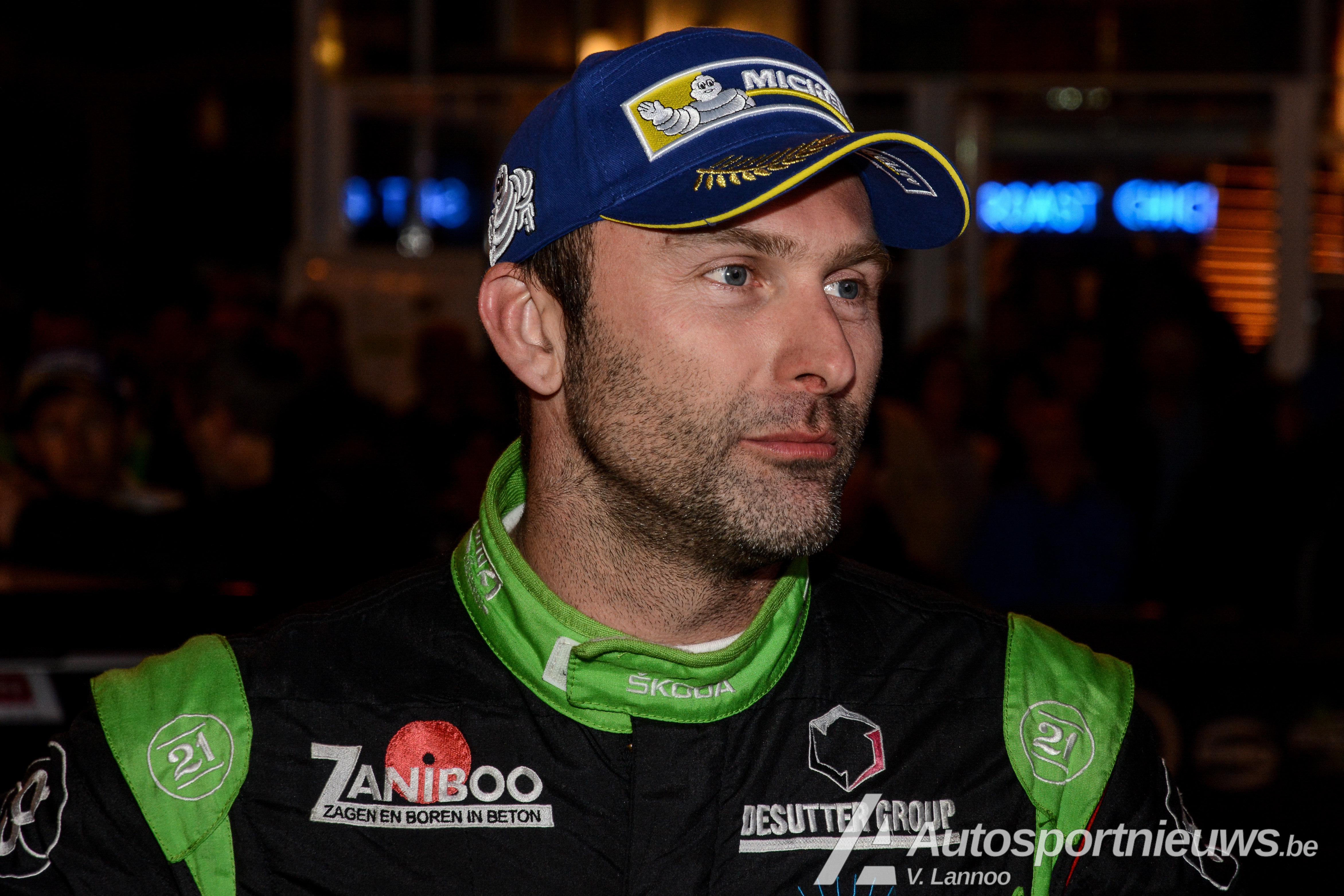
Vincent Verschueren tijdens de 6 uren van Kortrijk in 2018

Vincent Verschueren (24 oktober 1979) is een Belgisch rallyrijder en voormalig Belgisch kampioen. In 2009 werd hij Belgisch kampioen Historic met een Opel Ascona A. In 2012, 2013, 2015 en 2016 eindigde hij vier maal tweede in het Belgisch kampioenschap. In 2017 werd hij Belgisch kampioen met een Škoda Fabia R5. In 2012 en 2013 won Verschueren de S2000 klasse van het Belgisch kampioenschap.

## Carrière

### Opel Ascona A

#### Debuutjaren
Verschueren zijn allereerste rally was de TBR rally 2007 in Roeselare aan het stuur van een Opel Ascona A. Tevens ook de wagen waarmee hij 2 seizoenen later Belgisch kampioen Historic werd. Hij eindigde zijn eerste rally op een 74e plaats algemeen en op een 11e plaats in de historic-klasse. Hij werd genavigeerd door Jean-Baptiste Broekaert. Later dat jaar reed hij nog de Hemicuda rally waar hij op een 37e plaats eindigde en op een derde plaats in de historic-klasse. 
In het seizoen van 2008 reed Verschueren een gemengd VAS- en BRC-programma. De Opel Ascona A werd eenmaal ingeruild voor een Ford Sierra RS Cosworth 4x4 tijdens de Rallysprint van Staden. Verschueren zijn beste resultaat dat seizoen was de algemene Historic overwinning in de Rally du Condroz-Huy.

#### Belgisch Historic kampioen
Verschueren besloot in 2009 een volledig Belgisch kampioenschap aan te vatten met de Opel Ascona A. Verschueren begon het seizoen in de TAC Rally met een tweede plaats in het Historic-kampioenschap. In de Rallye de Wallonie mocht hij voor de eerste maal zegevieren en behaalde hij dus een eerste plaats. De Sezoensrally bracht voor hem een tweede plaats en in de Ypres Historic Rally greep Verschueren wederom naar de overwinning. De Historic Omloop van Vlaanderen bracht voor hem minder geluk. Verschueren eindigde op een teleurstellende 46e plaats. Dit nummer werd doorheen zijn carrière een symbool. Hij had meerdere seizoenen startnummer 46, symbolisch voor die 46e plaats. In de Rally van Haspengouw stond Verschueren na 7 klassementsproeven op een voorlopige tweede plaats. Echter moest hij opgeven nadat de aandrijfas van zijn auto brak. In de laatste manche van het kampioenschap, de Rally du Condroz-Huy werd Verschueren voor het tweede jaar op rij winnaar van het Historic gedeelte. Deze overwinning schonk hem de titel in het Belgisch Historic kampioenschap van het seizoen 2009. Met 3 overwinningen werd dit een belangrijke stap in het vervolg van zijn verdere carrière. 
Dat seizoen werkte Verschueren ook enkele VAS-wedstrijden af met verschillende wagens. Met de BMW M3 E30, de Mitsubishi Lancer EVO 9 en de Citroën C2 R2 Max werden diverse podiumplaatsen behaald. 

#### Tussenjaren
De volgende 2 jaren waren met wisselend succes en werden er geen volledige kampioenschappen gereden. Hij zat afwisselend aan het stuur van de Opel Ascona A, een Subaru Impreza STi N14, een BMW M3 E30, en een BMW E21. Ook reed hij eenmalig met een Ford Escort RS 1800 MKII.  Verschueren behaalde in 2010 tweemaal een derde plaats in de Rallysprint van de Monteberg en de GEKO Rally van Wervik.
In 2011 finishte Verschueren als tweede in de Rallysprint van de Monteberg en derde in de Rallye Sprint Tornacum. Hij reed toen opnieuw met de Opel Ascona A. Verschueren won dat jaar de derde manche van de Fiesta Rally Trophy in de GEKO Ypres Rally aan het stuur van een Ford Fiesta R2. 

### Volkswagen Polo MK4 S2000
Verschueren werd opgenomen in het team Go Drive van Gaby Goudezeune. In 2012 reed Verschueren met een Volkswagen Polo MK4 S2000 in het Belgisch rallykampioenschap. Met 3 overwinningen in 2012 werd hij kampioen in de klasse S2000 en eindigde hij op een 3e plaats in het Belgisch kampioenschap. 
Het jaar 2013 werd een kopie van het voorbije jaar. Hij nam opnieuw plaats aan het stuur van de Volkswagen Polo MK4 S2000. Net als vorig jaar won hij 3 wedstrijden in het S2000 kampioenschap. Daarmee werd hij wederom kampioen in de S2000 klasse en eindigde hij opnieuw op een 3e plaats in het Belgisch kampioenschap. 

### Citroën DS3 R5
De samenwerking met Team Go Drive bleef aan zet en het seizoen 2014 werd opnieuw aangevangen met de Volkswagen Polo MK4 S2000 met de Rally van Haspengouw en de TAC Rally. De rest van het seizoen werd gereden met de toen hoogtechnologische Citroën DS3 R5. De copiloten dat seizoen waren Veronique Hostens en Gert Broekaert. Er werd geen volledig seizoen gereden en door twee opgaves eindigde het team slechts op een 10e plaats in het BK. Dat jaar behaalde Verschueren wel zijn eerste van vele overwinningen in de 6 uren van Kortrijk.
In 2015 behaalde Verschueren vier tweede plaatsen in het BK in onder meer de Rally van Haspengouw, de Sezoensrally, de Kenotek Ypres Rally en de East Belgian Rally. Verschueren eindigde op een derde plaats in het Belgisch kampioenschap. 

### Skoda Fabia R5
Er werd in 2016 een Škoda Fabia R5 aangekocht door Team Go Drive om de verouderende Citroën DS3 R5 te vervangen. Verschueren behaalde drie podiumplaatsen in het BK dat jaar waaronder de overwinning in de Rally du Condroz-Huy. Copiloten van dienst waren opnieuw Veronique Hostens en Gert Broekaert. Verschueren eindigde dat seizoen op een derde plaats in het kampioenschap en won achteraf voor de tweede maal de 6 uren van Kortrijk, meetellend voor het VAS-kampioenschap. 

#### Belgisch kampioen
Verschueren werd Belgisch kampioen in het jaar 2017. Een jaar waarin hij opnieuw met Skoda Fabia R5 reed, genavigeerd door Veronique Hostens. Verschueren opende zijn seizoen met een tweede plaats in de Rally van Haspengouw en in de Herock Spa Rally. Verschueren haalde zijn eerste overwinning van het seizoen binnen in de TAC Rally gevolgd door een derde plaats in de Rally de Wallonie. In de Sezoensrally werd Verschueren genavigeerd door Gert Broekaert en moest hij opgeven met een kapotte schokdemper. De Ypres Rally leverde hem een tweede plaats op waarna hij met winst in de ConXion Omloop van Vlaanderen zijn tweede overwinning van het seizoen beet had. Verschueren kon een tweede plaats in de East Belgian Rally bemachtigen. De Rally du Condroz-Huy bracht hem een derde plaats op, goed voor titelwinst in het Belgisch kampioenschap. Met enkel maar podiumplaatsen in gefinishte rally's, won Verschueren het BK met 4 punten voorsprong op Kris Princen. Verschueren sloot het seizoen af met een derde overwinning in de 6 uren van Kortrijk.
Ook in 2018 reed Verschueren het Belgisch kampioenschap met de Skoda Fabia R5 van het Team Go Drive onder leiding van Gaby Goudezeune. Hij werd genavigeerd door Veronique Hostens. Ondanks twee overwinningen in de Rally de Wallonie en de Sezoensrally en vier tweede plaatsen, schoot Verschueren 5 punten tekort om Kris Princen van de titel te beroven. Verschueren won opnieuw de 6 uren van Kortrijk. 
Het jaar 2019 werd een tegenvallend seizoen. Er werd opnieuw gekozen voor de Skoda Fabia R5 van Team Go Drive. Met slechts twee podiumplaatsen werd het team met 4 verschillende copiloten zevende in het BK. Een kloof van 40 punten met kampioen Adrian Fernémont. Opnieuw kon Verschueren dat jaar de winst naar zich toe trekken in de 6 uren van Kortrijk.

### Volkswagen Polo GTI R5
Team Go Drive pakte in 2020 uit met een Volkswagen Polo GTI R5. Door de coronapandemie werden in 2020 slechts twee BK wedstrijden afgewerkt. In de Rally van Haspengouw werd Verschueren 5e en hij finishte als 6e in de Aarova Rally Oudenaarde
Met twee tweede plaatsen in de Renties Ypres Rally Belgium en de ConXion Omloop van Vlaanderen, gevolgd door drie vierde plaatsen eindigde Verschueren op een vierde plaats in het Belgisch kampioenschap van 2021. Verschueren behaalde in de 6 uren van Kortrijk wederom een eerste plaats. Goed voor vijf opeenvolgende overwinningen en een totaal van zes overwinningen in de 6 uren van Kortrijk. 
In 2022 reed Verschueren opnieuw met de VW Polo GTI R5 in Team Go Drive genavigeerd door Filip Cuvelier. Verschueren greep naar winst in de TAC Rally. Met daarna slechts twee podia, werd Verschueren niet in de eindstand van het BK opgenomen. Op het einde van het seizoen werd de stopzetting tussen Verschueren en Team Go Drive aangekondigd. Manager van Team Go Drive, Gaby Goudezeune, stopte ermee en ging op rallypensioen. Er werden 11 seizoenen samengewerkt. 

### Skoda Fabia R5
Verschueren ging in 2023 rijden bij SXM Competition en reed dat seizoen terug met de Skoda Fabia R5, waarmee hij zes jaar eerder Belgisch kampioen is geworden. Jasper Vermeulen zou voor de BK wedstrijden het rechterzitje op zich nemen. Door opgaves in de TAC Rally, de Sezoensrally en de Omloop van Vlaanderen eindigde Verschueren op een 12e plaats in het Belgisch kampioenschap. Er werd dan ook geen volledig BK gereden. Hij werd vijfde in de Ardeca Ypres Rally en tweede in de Aarova Rally. Verschueren won tevens voor de zevende keer de 6 uren van Kortrijk.

### Citroën C3 Rally 2
Bij aanvang van het seizoen 2024, richtte Verschueren zelf een team op. De naam luidde als vanouds Team Go Drive. Gaby Goudezeune was echter geen manager meer van het team maar leverde wel een financiële bijdrage. Er werd een moderne Citroën C3 Rally 2 aangekocht van DG Sport. Er werd een beurtrol afgesproken tussen Jasper Vermeulen en Mathieu Vynckier om Verschueren te navigeren. Hij behaalde dit seizoen twee podiumplekken. Respectievelijk tweede en derde in de TAC Rally en de A&D Omloop van Vlaanderen. Met diverse top 5-noteringen eindigde Verschueren zijn BK seizoen met een vijfde plaats in het kampioenschap. 

## Palmares en overwinningen
- Belgisch kampioen Historic - (2009) - Opel Ascona A
- Belgisch kampioen klasse S2000 - (2012, 2013) - Volkswagen Polo MK4 S2000
- Belgisch kampioen - (2017) - Skoda Fabia R5
- Ypres Historic Rally National - (2009)
- Rally van Staden - (2013, 2018)
- 6 uren van Kortrijk - (2014, 2016, 2017, 2018, 2019, 2021, 2023)
- Aarova Rallysprint - (2016, 2018)
- TAC Rally - (2017, 2022)
- Omloop van Vlaanderen - (2017)
- Rallye de Wallonie - (2018)
- Sezoensrally - (2018)
- Rallye de Trois-Ponts - (2019)
- ORC Canal Rally - (2022)
- Short Rally van Moorslede - (2025)

## Resultaten in het BK rally

### Belgisch Historic kampioenschap
|      | Ypres Rally | Omloop van Vlaanderen | Rallye du Condroz-Huy | TAC Rally | Rallye de Wallonie | Sezoensrally | Rally van Haspengouw | East Belgian Rally |
| ---- | ----------- | --------------------- | --------------------- | --------- | ------------------ | ------------ | -------------------- | ------------------ |
| 2008 | 24e plaats  | 3e plaats             | 1e plaats             |           |                    |              |                      |                    |
| 2009 | 1e plaats   | 46e plaats            | 1e plaats             | 2e plaats | 1e plaats          | 2e plaats    | DNF                  |                    |
| 2010 |             | DNF                   | DNF                   |           |                    |              |                      |                    |
| 2011 |             | DNF                   | 2e plaats             | DNF       |                    |              |                      | 2e plaats          |

### Belgisch kampioenschap
|      | Rally van Haspengouw | TAC Rally | Rally de Wallonie | Sezoens-Rally | Ypres Rally | Aarova Rally Oudenaarde | Omloop van Vlaanderen | East Belgian Rally | Rally du Condroz-Huy | Spa Rally |
| ---- | -------------------- | --------- | ----------------- | ------------- | ----------- | ----------------------- | --------------------- | ------------------ | -------------------- | --------- |
| 2010 | 8e plaats            | DNF       | 11e plaats        | 11e plaats    | DNF         |                         |                       | 10e plaats         |                      |           |
| 2011 |                      |           |                   |               | 15e plaats  |                         |                       |                    |                      |           |
| 2012 | 3e plaats            | 7e plaats | DNF               |               | DNF         |                         | 5e plaats             | 5e plaats          | 5e plaats            |           |
| 2013 | 5e plaats            | 5e plaats | 6e plaats         |               | DNF         |                         | 2e plaats             | 4e plaats          | DNF                  |           |
| 2014 | DNF                  | 5e plaats |                   |               | DNF         |                         | 9e plaats             | 5e plaats          | 10e plaats           |           |
| 2015 | 2e plaats            | 9e plaats | 5e plaats         | 2e plaats     | 2e plaats   |                         | DNF                   | 2e plaats          | DNF                  | DNF       |
| 2016 | 4e plaats            | 4e plaats | 3e plaats         | 3e plaats     | 4e plaats   |                         | DNF                   |                    | 1e plaats            | 3e plaats |
| 2017 | 2e plaats            | 1e plaats | 3e plaats         | DNF           | 2e plaats   |                         | 1e plaats             | 2e plaats          | 3e plaats            | 2e plaats |
| 2018 | 2e plaats            | 2e plaats | 1e plaats         | 1e plaats     | 2e plaats   |                         | 2e plaats             | 4e plaats          | 3e plaats            |           |
| 2019 | 5e plaats            | 4e plaats | 7e plaats         | 2e plaats     | DNF         |                         | 3e plaats             |                    | 18e plaats           |           |
| 2020 | 5e plaats            |           |                   |               |             | 6e plaats               |                       |                    |                      |           |
| 2021 |                      |           |                   | 4e plaats     | 2e plaats   |                         | 2e plaats             | 4e plaats          | 4e plaats            |           |
| 2022 |                      | 1e plaats | 4e plaats         | 2e plaats     | 4e plaats   |                         | 2e plaats             |                    |                      |           |
| 2023 |                      | DNF       |                   | DNF           | 5e plaats   | 2e plaats               | DNF                   |                    |                      |           |
| 2024 | 9e plaats            | 2e plaats | 5e plaats         | 4e plaats     | DNF         |                         | 3e plaats             |                    |                      |           |